# Głęboki Lej
Głęboki Lej – jar położony w obrębie Wzgórz Trzebnickich, w części nazywanej Lesistymi Wzgórzami. Pod względem podziału administracyjnego jest on położony na terenie Gminy Oborniki Śląskie w pobliżu miejscowości Wilczyn.

## Położenie
Jar położony jest w północnej części Lesistych Wzgórz wchodzących w skład Wzgórz Trzebnickich, będących mezoregionem o identyfikatorze 318.44 (według regionalizacji fizycznogeograficznej opracowanej przez Jerzego Kondrackiego), należących do Wału Trzebnickiego (makroregion o indeksie 318.4). W ramach tych Wzgórz Trzebnickich wyróżnia się także mikroregion obejmujący Głęboki Lej – Grzbiet Trzebnicki (indeks 318.444).
Pod względem podziału administracyjnego jest on położony na terenie Gminy Oborniki Śląskie, w powiecie trzebnickim, województwie dolnośląskim (zobacz: podział administracyjny województwa dolnośląskiego), na terenie objętym obrębem ewidencyjnym wsi Wilczyn, po jej wschodniej stronie.

## Charakterystyka
Głęboki Lej przebiega w obrębie Lesistych Wzgórz, które jako nieliczne pośród Wzgórz Trzebnickich, są niemal całkowicie pokryte lasem – Wilczyńskie Lasy – także w obszarze samego jaru i terenów przyległych. W składzie gatunkowym drzewostanu lasu dominuje świerk. Jest to jeden z większych kompleksów leśnych Gminy Oborniki Śląskie.

## Nazwa
Nazwa własna – Głęboki Lej – jest nazwą niestandaryzowaną, gdyż została ustalona i ujęta w państwowym rejestrze nazw geograficznych na podstawie wywiadu terenowego. Odnosi się do ukształtowania terenu określonego jako jar. W rejestrze tym przypisano jej identyfikator: PRNG – 235620, identyfikator IIP – PL.PZGiK.320.NGRP.235620. Podaje on następujące współrzędne geograficzne punktu głównego przełęczy: szerokość geograficzna – 51°17'03" N, długość geograficzna – 16°57'57" E. W rejestrze tym obowiązuje od 19.02.2015 r..